# Pteris aspericaulis
Pteris aspericaulis är en kantbräkenväxtart som beskrevs av Nathaniel Wallich och Louis Agassiz. Pteris aspericaulis ingår i släktet Pteris och familjen Pteridaceae.

## Underarter
Arten delas in i följande underarter:
- P. a. cuspigera
- P. a. subindivisa
- P. a. tricolor

## Bildgalleri

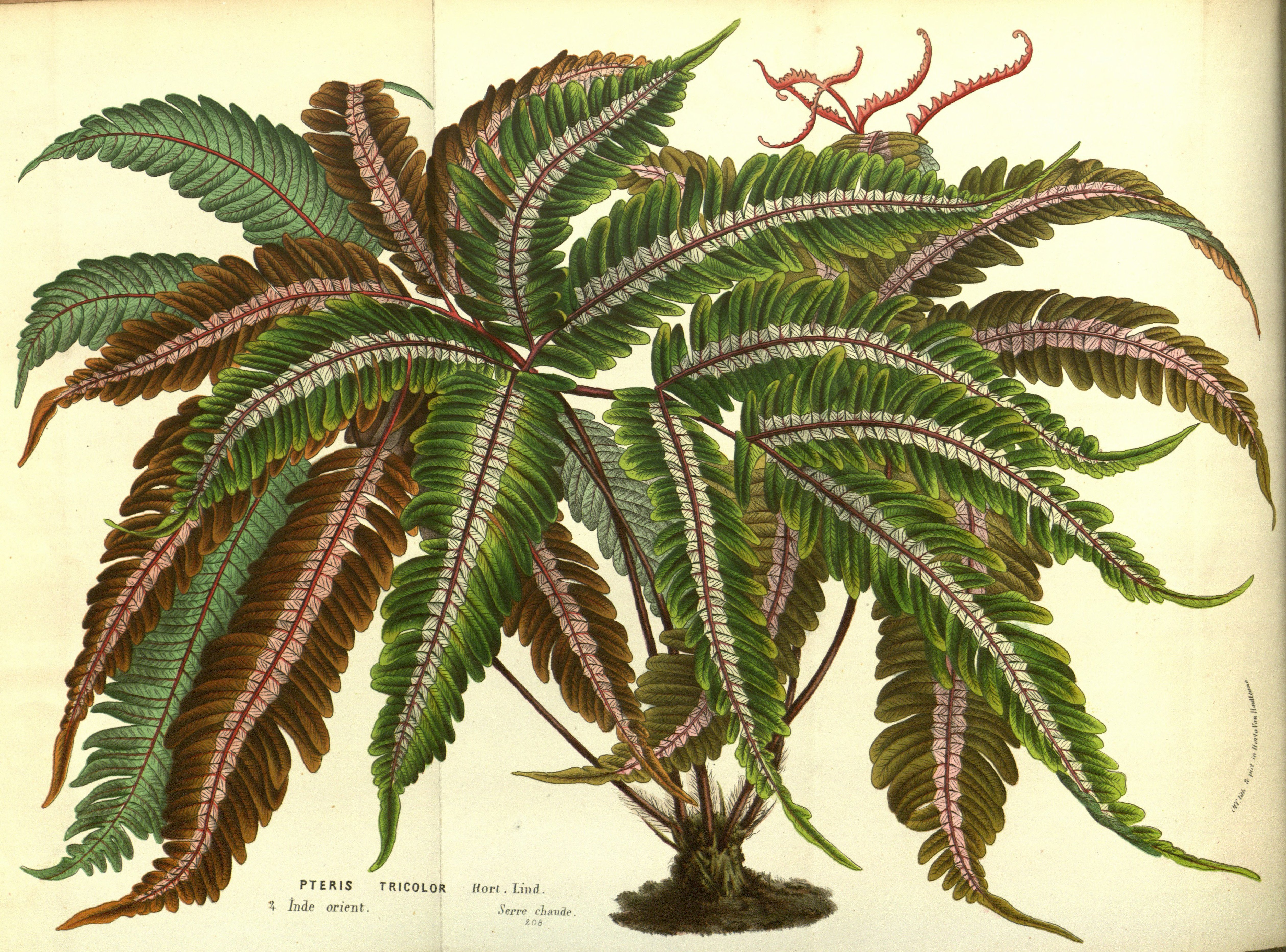